# Уильямс, Грант (баскетболист)
Грант Дин Уильямс (англ. Grant Dean Williams; род. 30 ноября 1998, Хьюстон, Техас) — американский профессиональный баскетболист, выступающий за команду Национальной баскетбольной ассоциации «Шарлотт Хорнетс». Играет на позиции тяжёлого форварда.

## Студенческая карьера

### Теннесси Волонтирс
Грант Уильямс выступал за команду «Теннесси Волонтирс». В первый сезон он был признан лучшим новичком Юго-Восточной конференции NCAA. В дальнейшем он 2 раза в 2018 и 2019 годах был признан баскетболистом года конференции Southeastern, а также был включён в первую всеамериканскую сборную NCAA в 2019 году.

## Профессиональная карьера

### Бостон Селтикс (2019—2023)
Уильямс был выбран под 22-м номером на драфте НБА 2019 года командой «Бостон Селтикс». 11 июля 2019 года «Селтикс» подписали контракт с Уильямсом. 23 октября 2019 года Уильямс дебютировал за «Бостон» в матче против «Филадельфии», за 7 минут на площадке, он промахнулся 1 раз, а также взял 1 подбор. 21 декабря 2019 года Уильямс установил свой рекорд результативности, набрав 18 очков, в матче против «Детройт Пистонс». 12 января 2020 года в матче против «Нью-Орлеан Пеликанс» Уильямс получил 6 персональных фолов за 13 минут на площадке, тем самым став всего восьмым игроком, который удалился с площадки за 13 минут или меньше.
18 февраля 2023 года стало известно, что Уильямс сменил Андре Игудалу на посту первого вице-президента профсоюза игроков НБА.

### Даллас Маверикс (2023—2024)
12 июля 2023 года Грант Уильямс был обменян в «Даллас Маверикс» по схеме «сайн-энд-трейд».

### Шарлотт Хорнетс (2024—настоящее время)
8 февраля 2024 года Уильямс был обменян в «Шарлотт Хорнетс» вместе с Сетом Карри и пиком первого раунда 2027 года в обмен на Пи Джей Вашингтона и два будущих пика второго раунда.
23 ноября 2024 года Уильямс получил разрыв передней крестообразной связки, мениска и других связок в правом колене во время игры против «Милуоки Бакс». В конце четвертой четверти Уильямс шел к корзине и потерял опору, столкнувшись с центровым «Бакс» Бруком Лопесом, после чего неловко приземлился и рухнул на площадку. Ему помогли покинуть площадку, и он не вернулся в игру.

## Личная жизнь
Приходится дальним родственником баскетболистам Дэймону и Салиму Стадемайрам.

## Статистика

### Статистика в НБА
| Сезон                                                                                    | Команда | Регулярный сезон | Регулярный сезон | Регулярный сезон | Регулярный сезон | Регулярный сезон | Регулярный сезон | Регулярный сезон | Регулярный сезон | Регулярный сезон | Регулярный сезон | Регулярный сезон | Серия плей-офф | Серия плей-офф | Серия плей-офф | Серия плей-офф | Серия плей-офф | Серия плей-офф | Серия плей-офф | Серия плей-офф | Серия плей-офф | Серия плей-офф | Серия плей-офф |
| Сезон                                                                                    | Команда | GP               | GS               | MPG              | FG%              | 3P%              | FT%              | RPG              | APG              | SPG              | BPG              | PPG              | GP             | GS             | MPG            | FG%            | 3P%            | FT%            | RPG            | APG            | SPG            | BPG            | PPG            |
| ---------------------------------------------------------------------------------------- | ------- | ---------------- | ---------------- | ---------------- | ---------------- | ---------------- | ---------------- | ---------------- | ---------------- | ---------------- | ---------------- | ---------------- | -------------- | -------------- | -------------- | -------------- | -------------- | -------------- | -------------- | -------------- | -------------- | -------------- | -------------- |
| 2019/20                                                                                  | Бостон  | 69               | 5                | 15,1             | 41,2             | 25,0             | 72,2             | 2,6              | 1,0              | 0,4              | 0,5              | 3,4              | 17             | 0              | 10,0           | 57,7           | 58,8           | 70,0           | 1,5            | 0,4            | 0,1            | 0,3            | 2,8            |
| 2020/21                                                                                  | Бостон  | 63               | 9                | 18,1             | 43,7             | 37,2             | 58,8             | 2,8              | 1,0              | 0,5              | 0,4              | 4,7              | 5              | 0              | 11,4           | 50,0           | 50,0           | 100,0          | 2,0            | 0,8            | 0,2            | 0,8            | 3,4            |
| 2021/22                                                                                  | Бостон  | 77               | 21               | 24,4             | 47,5             | 41,1             | 90,5             | 3,6              | 1,0              | 0,5              | 0,7              | 7,8              | 24             | 5              | 27,3           | 43,3           | 39,3           | 80,8           | 3,8            | 0,8            | 0,3            | 0,8            | 8,6            |
| 2022/23                                                                                  | Бостон  | 79               | 23               | 25,9             | 45,4             | 39,5             | 77,0             | 4,6              | 1,7              | 0,5              | 0,4              | 8,1              | 15             | 0              | 17,7           | 47,2           | 45,0           | 80,0           | 2,2            | 1,2            | 0,3            | 0,4            | 5,1            |
| 2023/24                                                                                  | Даллас  | 47               | 33               | 26,4             | 41,3             | 37,6             | 74,5             | 3,6              | 1,7              | 0,5              | 0,6              | 8,1              | Не участвовал  | Не участвовал  | Не участвовал  | Не участвовал  | Не участвовал  | Не участвовал  | Не участвовал  | Не участвовал  | Не участвовал  | Не участвовал  | Не участвовал  |
| 2023/24                                                                                  | Шарлотт | 29               | 10               | 30,6             | 50,3             | 37,3             | 76,5             | 5,1              | 3,2              | 0,7              | 0,4              | 13,9             | Не участвовал  | Не участвовал  | Не участвовал  | Не участвовал  | Не участвовал  | Не участвовал  | Не участвовал  | Не участвовал  | Не участвовал  | Не участвовал  | Не участвовал  |
| 2024/25                                                                                  | Шарлотт | 16               | 7                | 29,9             | 43,9             | 36,5             | 83,8             | 5,1              | 2,3              | 1,1              | 0,8              | 10,4             | Не участвовал  | Не участвовал  | Не участвовал  | Не участвовал  | Не участвовал  | Не участвовал  | Не участвовал  | Не участвовал  | Не участвовал  | Не участвовал  | Не участвовал  |
|                                                                                          | Всего   | 380              | 108              | 22,9             | 45,2             | 37,7             | 77,4             | 3,7              | 1,5              | 0,5              | 0,5              | 7,2              | 61             | 5              | 18,8           | 46,1           | 43,3           | 80,0           | 2,6            | 0,8            | 0,3            | 0,5            | 5,7            |
| Наведите курсор мыши на аббревиатуры в заголовке таблицы, чтобы прочесть их расшифровку. |         |                  |                  |                  |                  |                  |                  |                  |                  |                  |                  |                  |                |                |                |                |                |                |                |                |                |                |                |

### Статистика в NCAA
| Сезон | Команда  | Conf  | Class | GP  | GS  | MPG  | FG%  | 3P%  | FT%  | RPG | APG | SPG | BPG | PPG  |
| --- | -------- | ----- | ----- | --- | --- | ---- | ---- | ---- | ---- | --- | --- | --- | --- | ---- |
| 2016/17 | Теннесси | SEC   | FR    | 32  | 29  | 25,4 | 50,4 | 37,5 | 66,7 | 5,9 | 1,1 | 0,8 | 1,9 | 12,6 |
| 2017/18 | Теннесси | SEC   | SO    | 35  | 35  | 28,8 | 47,3 | 12,0 | 76,4 | 6,0 | 1,9 | 0,6 | 1,3 | 15,2 |
| 2018/19 | Теннесси | SEC   | JR    | 37  | 37  | 31,9 | 56,4 | 32,6 | 81,9 | 7,5 | 3,2 | 1,1 | 1,5 | 18,8 |
| Всего | Всего    | Всего | Всего | 104 | 101 | 28,9 | 51,6 | 29,1 | 75,8 | 6,5 | 2,1 | 0,9 | 1,5 | 15,7 |
| Наведите курсор мыши на аббревиатуры в заголовке таблицы, чтобы прочесть их расшифровку Статистика приведена с сайта sports-reference.com |          |       |       |     |     |      |      |      |      |     |     |     |     |      |